# Alfredo Jiménez Orge
Alfredo Jiménez Orge fue un militar español que participó en la guerra civil española. Tenía otros dos hermanos, Francisco y Evelio, que también fueron militares de carrera y como él se mantuvieron fieles al gobierno de la República durante la guerra.

## Biografía
Militar profesional, pertenecía al arma de caballería. Fue miembro de la masonería, donde alcanzó una alta graduación.
Amigo personal de Manuel Azaña, durante la República fue hombre de confianza de Azaña, siendo el secretario del Ministerio de la Guerra cuando Azaña fue ministro. En 1931 fue nombrado comandante en jefe de la Escolta Presidencial del Presidente de la República, cargo que mantenía en 1933.
Llegó a ser miembro de la Unión Militar Republicana Antifascista (UMRA), organización de compuesta por militares izquierdistas.
En julio de 1936 era teniente coronel de caballería retirado. Reincorporado al servicio, Azaña lo tuvo de nuevo a su lado, y permaneció casi toda la guerra como su secretario. Acompañó a Azaña en Barcelona, y durante los sucesos de mayo de 1937 llegó a ser apresado por los rebeldes anarquistas.